# Werner Schubert (Jurist, 1904)
Werner Schubert (* 1904 in Berlin; † nach 1949) war ein deutscher Jurist, u. a. Verteidiger während der Nürnberger Prozesse.

## Leben
Werner Schubert studierte an den Universitäten Freiburg, Genf und Berlin. 1928 promovierte er an der Universität Freiburg mit dem Thema Die Ex-tunc-Wirkung des bürgerlichen Rechts und ihre Bedeutung für die strafrechtliche Beurteilung, Rückwirkung und Fiktion im Strafrecht. 1937 wurde Schubert Mitglied der NSDAP.
Nach dem Krieg wurde er mit der Kategorie 4 „Mitläufer“ entnazifiziert.
Im Juristen-Prozess (Fall 3 der Nachfolgeprozesse; USA gegen Josef Altstötter et al.), einem Nachfolgeprozess der Nürnberger Prozesse, welcher von Anfang März 1945 bis Mitte Dezember 1947 dauerte, war er Verteidiger des ehemaligen Landgerichtsrat beim Sondergericht Nürnberg Rudolf Oeschey. Oeschey wurde in zwei Anklagepunkten für schuldig befunden und zu lebenslanger Haft verurteilt.
Im I.G.-Farben-Prozess (Fall 6 der Nachfolgeprozesse), welcher von Mitte August 1947 bis Ende Juli 1948 dauerte, war er Verteidiger von Ernst Bürgin. Dieser wurde nur in einem von vier Anklagepunkte schuldig gesprochen, erhielt eine Freiheitsstrafe von zwei Jahren und wurde 1949 entlassen.
Im Prozess Rasse- und Siedlungshauptamt der SS (Fall 8 der Nachfolgeprozesse; USA gegen Ulrich Greifelt et al.), der von Ende Oktober 1947 bis Mitte März 1948 dauerte, war er Assistent von Ernst Hesse, welcher Werner Lorenz verteidigte.
Im Wilhelmstraßen-Prozess (Fall 11 der Nachfolgeprozesse; USA gegen Ernst von Weizsäcker et al.), der von Januar 1948 bis April 1949 dauerte, war er Verteidiger von Wilhelm Keppler. Keppler wurde zu 10 Jahre verurteilt. 1951 wurde er begnadigt und aus der Haft entlassen.

## Werke (Auswahl)
- Der Vortermin. Weicher, Leipzig, 1937.
- Deutsches Kaufrecht. Vahlen, Berlin, 1937.